# O Bicho-da-Seda
O Bicho-da-Seda (em inglês, The Silkworm) é o segundo livro da série Cormoran Strike, escrita pela britânica J. K. Rowling, sob o pseudônimo de Robert Galbraith. O livro foi lançado no Reino Unido em junho de 2014, em novembro de 2014 no Brasil e em janeiro de 2015 em Portugal.

## Divulgação
Em 16 de fevereiro de 2014, a Hachette Group Book, editora que publica os livros da série no Reino Unido, divulgou o lançamento da continuação de The Cuckoo's Calling para junho do mesmo ano, juntamente com a capa e a sinopse do livro. Mesmo contando com vários personagens do primeiro livro (Cormoran, Robin, Matthew, Charlotte, etc.), O Bicho-da-seda apresenta uma trama independente, sendo que Strike já investiga outro caso, e os Landry provavelmente não serão vistos no decorrer da história.

## Sinopse
O detetive Cormoran Strike retorna no novo mistério de Robert Galbraith, autor do best-seller internacional 'O Chamado do Cuco'. Quando o escritor Owen Quine desaparece, a sua esposa vai à procura de Strike. De início, a Sra. Quine pensa que o seu marido apenas se afastou por conta própria, por uns dias — como já tinha feito antes — e ela pede a Strike que o encontre e o traga para casa. Mas à medida que Strike investiga o caso, se torna claro que há mais no desaparecimento de Owen do que sua mulher pensa. O escritor havia terminado um manuscrito contendo descrições venenosas de quase todos que conhecia. Se o livro fosse publicado, poderia arruinar vidas: o que significa que existiam várias pessoas que poderiam querer silenciá-lo. Quando Quine é encontrado brutalmente assassinado em circunstâncias bizarras, a investigação se torna uma corrida contra o tempo para entender a motivação de um assassino impiedoso, um assassino como Strike nunca havia visto antes.

## Personagens

### Principais
- Cormoran Strike - um veterano da guerra no Afeganistão, que perdeu parte de sua perna em um ataque a bomba. Ele é uma pequena celebridade, graças em parte ao seu pai - Jonny Rokeby - famoso astro do rock e sua resolução de um assassino de alto perfil.
- Robin Ellacott - uma assistente e secretária que há muito tempo abrigou um fascínio secreto com o mundo das investigações criminais. Agora assume o papel em tempo integral na agência de Strike, ela aspira tornar-se uma investigadora com a ajuda de Strike.

### Secundários
O manuscrito Bombyx Mori
- Owen Quine - um autor uma vez saudado como um escritor de vanguarda e um dos primeiros "rebeldes literários". Passando décadas tentando recriar o sucesso de seu primeiro romance, O pecado de Hobart, sem sucesso. Ele é considerado como narcisista e inseguro ao extremo, é apenas tolerado por causa do potencial inexplorado em suas obras.
  - Quine aparece no Bombyx Mori como Bombyx, um autor aspirante cujo gênio é indiscutível, desvalorizado e sem fundamento, levando-o a procurar os seus ídolos, mas descobre que eles só querem usá-lo e abusar dele antes de comê-lo vivo.
- Leonora Quine - esposa de Quine, que se torna o principal suspeito de seu assassinato. Ela gasta quase todo seu tempo cuidando de sua filha intelectualmente deficientes, Orlando.
  - Leonora aparece como Succuba, um demônio no corpo de uma mulher horrorosa que detém Bombyx em cativeiro e estupra-lo repetidamente.
- Kathryn Kent - Amante informal de Quine e autora de "fantasia erótica" que tem sido rejeitado por toda a comunidade de publicação de Londres.
  - Kathryn aparece como Harpia, uma bela mulher com uma deformidade hedionda, claramente uma metáfora cruel e brota de um câncer de mama.
- Pippa Midgley - uma mulher transexual submetida a terapia antes da cirurgia de mudança de sexo. Ela torna-se encantada por Quine depois de fazer um curso de escrita criativa, que ele lecionou; Quine, por sua vez, foi inspirado por sua história pessoal, uma vez que se encaixava em Bombyx Mori.
  - Aparece como Epicoene, uma escrava de Harpy, que busca escapar de suas garras com Bombyx. Ele responde positivamente até que ela "canta", ou revela seu status transgenêro a ele, o que ele acha horrível.
- Elizabeth Tassel - uma escritora fracassada que se tornou uma agente literária. Vive e trabalha na franja da comunidade literária de Londres, que ela se ressente profundamente e expressa por assédio moral sua equipe.
  - Tassel aparece como The Tick, uma mulher parasitária que cultiva o talento de Bombyx como uma sanguessuga.
- Jerry Waldegrave - editor longanimidade de Quine, que é uma das poucas pessoas dispostas a tolerá-lo. Sua reputação está arruinada pelo comportamento de Quine. Possui um casamento falido e tem constantes acessos de alcoolismo.
  - Ele aparece como The Cutter, uma criatura demonica com chifres que destrói impiedosamente o trabalho de Bombyx. Ele, prazerosamente, afoga outras criaturas, e carrega consigo um saco ensaguentado contendo um feto abortado.
- Michael Fancourt - um dos rebeldes literárias originais, que passou a  tornar-se autor best-seller após o suicidio de sua esposa. Ele afirma que a literatura é uma forma de arte, e que a arte só pode ser considerado como muito quando se provoca discussão social; no entanto, isso é pouco mais que uma desculpa para suas opiniões profundamente misóginas.
  - Ele aparece como vaidoso, um autor famoso e ídolo de Bombyx. Ele é revelado para ser um charlatão, torturar sua esposa Efígie para abastecer sua própria criatividade e passando seu tormento fora como arte.
- Daniel Chard - o presidente da Roper Chard, uma editora de Londres especializada em literatura moderna. Ele não tem as habilidades sociais e é claramente homossexual, mesmo que nunca tenho afirmado tal fato.
  - Aparece como Phallus Impudicus, um homem que mata escritores para roubar seu talento, violando seus cadáveres com seu pênis doente.

Outros Personagens
- Richard Anstis - um detetive da Polícia Metropolitana, teve a vida salva por Strike -ficou apenas com ferimentos no rosto - no mesmo acidente que levou a perna do detetive. Strike considera-o um investigador capaz, mas com falta de imaginação.
- Matthew Cunliffe - noivo de Robin, que desaprova seu trabalho com Strike.
- Orlando Quine - filha intelectualmente deficiente de Quine. Ela é a única pessoa na vida de Quine que não aparece no manuscrito Bombyx Mori, e fica implícito que ela é a única pessoa que ele realmente se preocupa.
- Lucy - irmã de Strike por parte de sua mãe, e o único membro de sua família que ele tem qualquer contacto regular com. Apesar de ser sua irmã mais nova, ela tende a mãe dele, encorajando-o a se estabelecer e começar uma família, para grande consternação da Strike.
- Alexander "Al" Rokeby - irmão de Strike no lado de seu pai, e o único membro do lado do pai da família que ele tem qualquer contato com.
- Nina Lascelles - uma editora júnior em Roper Chard que ajuda a Strike adquirir o manuscrito Bombyx Mori. Ela se encanta com ele e persegue um relacionamento romântico com ele, o que não é recíproco.
- Joe Norte - um escritor americano e amigo de Quine e Fancourt. Ele morreu de AIDS por falta de cuidados com relações homo-afetivas. Faleceu antes de finalizar um romance no qual Michael Fancourt termina e tornando-se um best-seller. Deixa de testamento uma casa sob a posse de Fancourt e Quine. O mesmo lugar que o corpo de Quine é encontrado.
- Christian Fisher - o editor de uma editora de nicho que vaza do manuscrito Bombyx Mori.
- Dominic Culpepper - um jornalista de tablóide oportunista que contrata Strike para encontrar evidências de irregularidades entre os ricos e poderosos.
- Charlotte Ross - É um complicado relacionamento de Strike, que após anos de idas e vindas eles rompem a relação. Depois da ruptura de seu relacionamento, ela tornou-se comprometida com outro homem, mas continua a insultar Strike de longe.

## Adaptação
Em 10 de dezembro de 2014, foi anunciado que o o livro de "Cormoran Strike" deve ser adaptado como uma série de televisão para BBC One, começando com The Cuckoo's Calling ("O Chamado do Cuco"). Rowling mesmo fará o roteiro e também irá colaborar no projeto. O números de episódios foram decididos dois anos mais tarde; apenas 7, ao total.
O site especializado em produção de TV, cinema e comerciais The Knowledge afirma que as gravações de Cormoran Strike irão se iniciar em Londres no outono britânico, que vai de setembro a novembro de 2016.
De acordo com o site, a série, baseada nos romances de J.K. Rowling (escritos sob o pseudônimo de Robert Galbraith), terá sete episódios de sessenta minutos cada, que cobrirão os três primeiros livros – e os únicos lançados – sobre o detetive Cormoran Strike e sua assistente, Robin. No entanto, isso acaba levantando a questão se, na verdade, será somente uma minissérie, ou se, como Sherlock, ela terá temporadas esporádicas.
Sarah Phelps, que adaptou Morte Súbita para a televisão, também será responsável pela adaptação de O Chamado do Cuco, enquanto que Ben Richards terá a tarefa de adaptar O Bicho-da-Seda. Vocação Para o Mal ainda não tem um(a) roteirista.
Com a aproximação das filmagens, é de se esperar que, muito logo, teremos os atores que irão fazer parte do elenco! Talvez com um anúncio oficial da BBC também teremos esclarecimentos sobre a confusão da duração.
A série é produzida pela Brontë Film and Television, produtora independente fundada por Rowling e seu agente, Neil Blair. Ambos servirão como produtores-executivos ao lado de Ruth Kenley-Letts e Lucy Richer. A direção é de Julian Farino.
Após a confirmação de que Tom Burke e Holliday Grainger estrelariam juntos em "Cormoran Strike" (novo nome para The Cormoran Strike Mysteries e The Strike Series), as primeiras imagens da série foram divulgadas nas redes sociais.